# Wasserturm (Mölln)
| Wasserturm Mölln       | Wasserturm Mölln               |
| Wasserturm             | Wasserturm                     |
| Daten                  | Daten                          |
| ---------------------- | ------------------------------ |
| Baujahr:               | 1911–1913                      |
| Entwurf:               | Hans Ritter                    |
| Turmhöhe:              | 36 m                           |
| Nutzhöhe:              | 30,9 m                         |
| Behälterart:           | Hängebodenbehälter             |
| Volumen des Behälters: | 223 m³                         |
| Stilllegung:           | 1981                           |
| Heutige Nutzung:       | Aussichtsturm Ausstellungsraum |
| Denkmalschutz:         | Kulturdenkmal seit 1987        |

Der Wasserturm Mölln ist ein ehemaliger Wasserturm in der Stadt Mölln im schleswig-holsteinischen Kreis Herzogtum Lauenburg. Er steht auf dem Klüschenberg, einer Anhöhe oberhalb des Kurparks, südlich der Möllner Innenstadt.

## Bauwerk
Der Turm wurde 1911–1913 nach Plänen von Hans Ritter errichtet, wobei die Gestaltung nicht wie bei vielen anderen Wassertürmen dieser Zeit als reiner Zweckbau, sondern im neoromanischen Stil – ähnlich einem Burgturm – erfolgte. Das Backsteinbauwerk gliedert sich in einen zylindrischen Schaft und einen etwas vorkragenden Turmkopf, der Ummauerung des Behälters.
Das Untergeschoss ist etwas breiter als der übrige Schaft und setzt sich durch zinnenartige Mauervorsprünge von den oberen Geschossen ab. Auf der Nordseite befindet sich ein von Natursteinblöcken und -säulen eingerahmtes Eingangsportal. Einige langgestreckte Rundbogenfenster gliedern das Mauerwerk des Schafts und belichten dessen Innenraum. Nach oben leiten umlaufende Konsolen zum oktogonalen Behälterbereich über. Dieser Teil weist einen Kranz von halbkreisförmigen Fenstern auf. Darüber verjüngt sich der Turmkopf und geht wieder in die zylindrische Grundform über. Ein Zinnenkranz schließt den Turm nach oben ab und bildet die Brüstung für eine Aussichtsplattform. Um einen Aufgang am Behälter vorbei nach oben zu ermöglichen, wurde seitlich ein Treppenerker angebaut. Über insgesamt 186 Stufen kann der Besucher heute auf die Spitze des Turms zur Aussichtsplattform gelangen.
Ursprünglich befand sich ein ca. 220 m³ Wasser fassender, stählerner Hängebodenbehälter im Turm, dieser wurde jedoch nach der Stilllegung im Zuge der anschließenden Umgestaltung entfernt.

## Geschichte der Wasserversorgung in Mölln
Bis in das 20. Jahrhundert hinein erhielten die Möllner ihr Trinkwasser über zahlreiche dezentrale Brunnen. Die Wasserqualität war recht gut, so dass man sich erst spät für eine zentrale Trinkwasserversorgung entschied. Nach Plänen des Berliner Zivilingenieurs Hans Ritter begann 1911 der Bau eines Wasserwerks mit Wasserturm. Aus 48 m tiefen Brunnen förderte man das Rohwasser mittels zweier Kolbenpumpen, um es in einer Enteisenungsanlage aufzubereiten. Das Reinwasser wurde auf den Wasserturm gepumpt. Es konnte zusätzlich in einem Tiefspeicher bevorratet werden.
Im Jahr 1964 erhielt Mölln einen neuen Reinwasserbehälter mit 2500 m³ Fassungsvermögen. Der Wasserturm blieb trotzdem zunächst im Netz, er wurde erst 1981 stillgelegt.

## Erhaltung und weitere Nutzung
Nach der Stilllegung ließen die Stadtwerke Mölln den Turm umbauen, so dass Raum für unterschiedliche Nutzungen entstand. Dazu wurde der Wasserbehälter entfernt und die Treppenführung geändert. Nachdem 1987 die Arbeiten abgeschlossen waren, konnte das Gebäude als Aussichtsturm und für Ausstellungen genutzt werden. Im gleichen Jahr wurde der Möllner Wasserturm unter Denkmalschutz gestellt. Es folgten weitere Sanierungsarbeiten (1998, 2004, 2008, 2010), die eine vorübergehende Schließung des Bauwerks nötig machten. Wegen eines Rohrbruchs im Jahre 2013 ist der Wasserturm massiv mit Schimmel befallen und seither erneut geschlossen. In einer Höhe von 76 m ü. NHN bietet sich ein weiter Blick über Mölln und das Umland. Neben der Aussichtsplattform gibt es im Turm eine Ausstellung zur regionalen Tier- und Pflanzenwelt und Geschichte. Im Jahr 2010 besuchten mehr als 6100 Menschen den Möllner Wasserturm.

Galerie
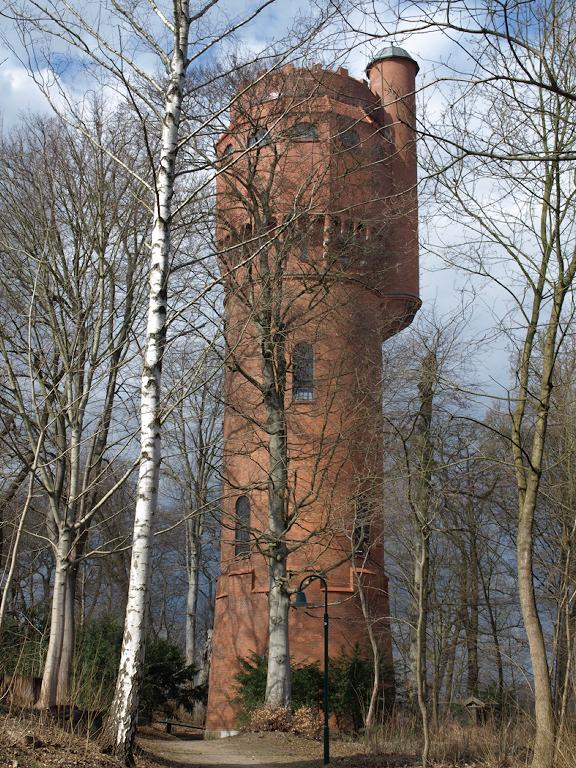
Südansicht mit dem Treppenerker (oben rechts)
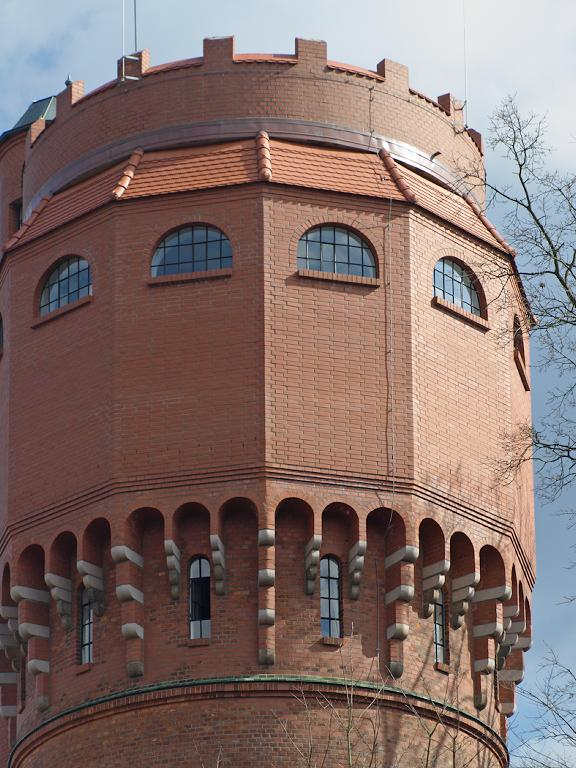
Behälterbereich mit dem Zinnenkranz der Aussichtsplattform
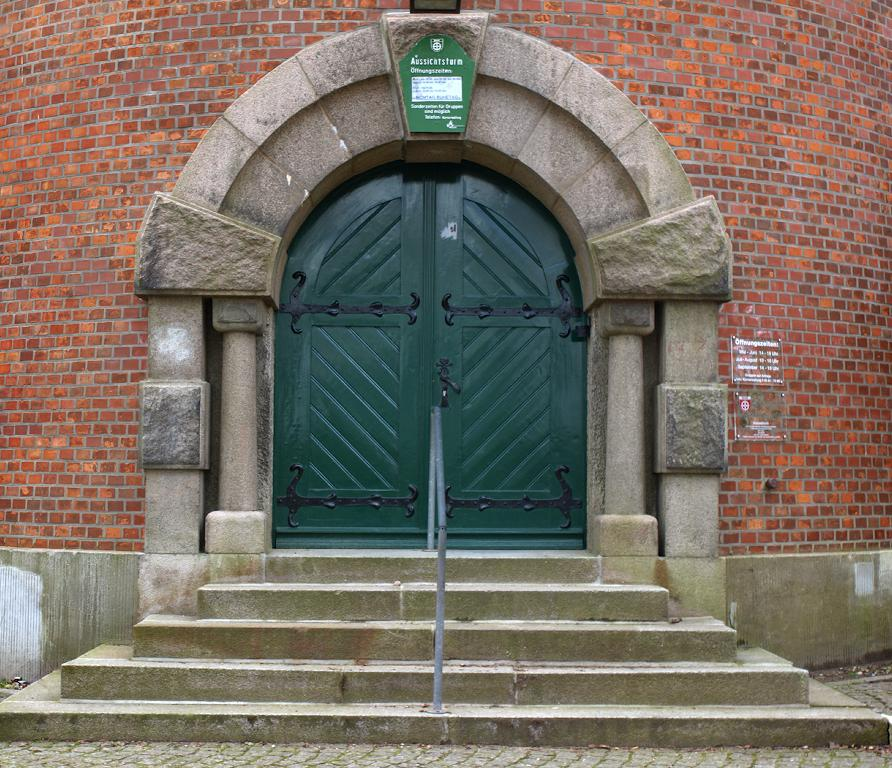
Eingangsportal mit Natursteineinfassung und Freitreppe